# التصوير بالميل والإزاحة

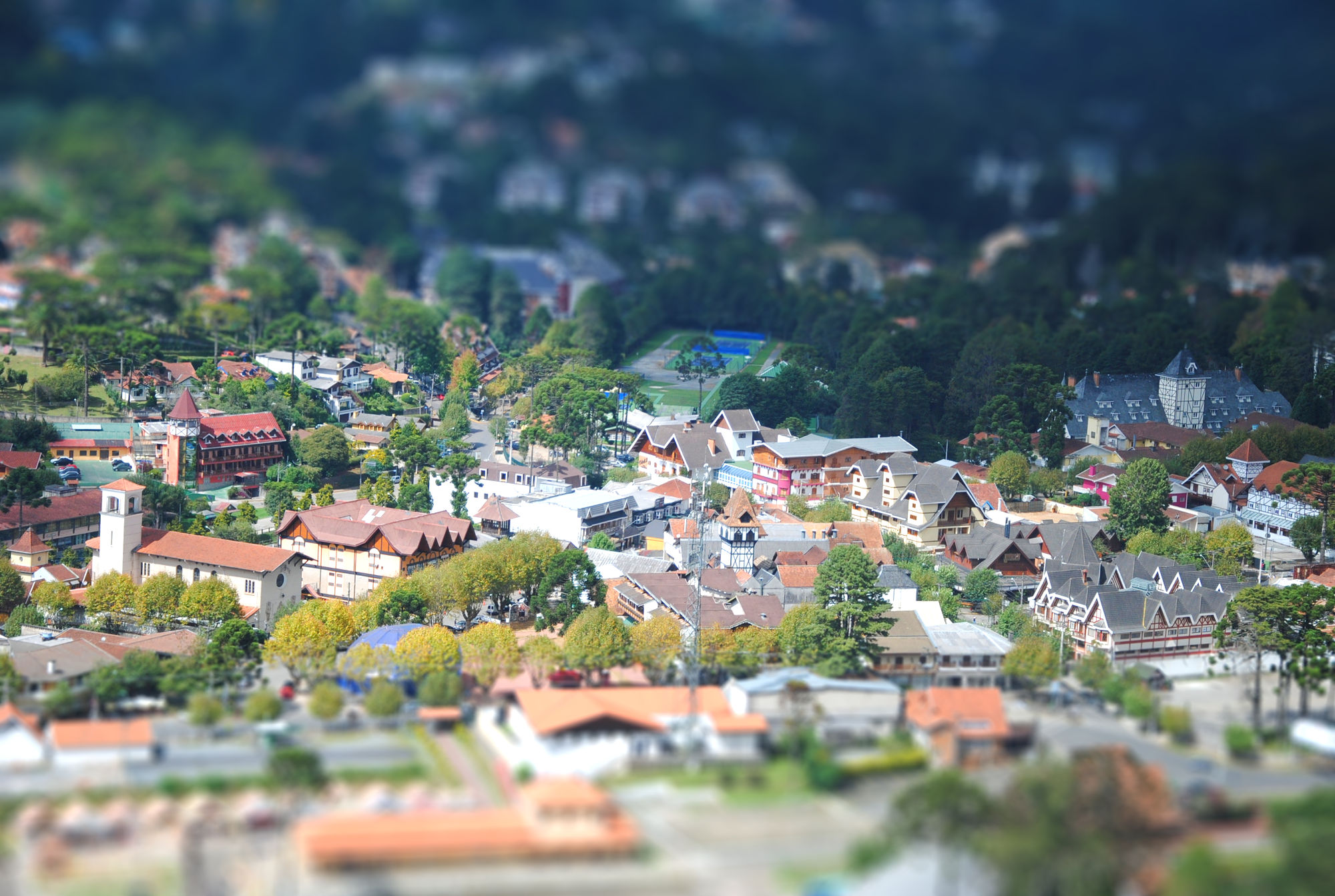
منظر من البرازيل باستخدام تقنية التصوير الميل والازاحة

التّصوير بالميل والإزاحة (بالإنجليزية: Tilt–shift photography)‏ فن التصوير بالميل والإزاحة Tilt-Shift هو عبارة عن تقنية رائعة من تقنيات التصوير، تعتمد على تصوير مشاهد حقيقية من حياتنا اليومية ومعالجتها بطريقة معينة لإعطاء انطباع أنها مجسمات مصغرة، أما عن سبب شعوركم أنها نماذج مصغرة فهو تلاعب بسيط بالألوان لإعطائها مزيداً من البريق والوضوح مثل ألوان الطلاء الذي تُطلى به النماذج المصغرة، وكذلك التحكم فيما يسمى بعمق الميدان (بالأنجليزية:depth of field)، لمحاكاة عدسات تصوير النماذج المصغرة (أيّ التشويش الذي ترونه أعلى وأسفل الصورة)،فتكون النتيجة هي أننا نستطيع من خلال هذا الفن الرائع أن ننظر للحياة التي نعيش فيها كما لو كانت نموذجاً مصغراً محفوظاً داخل كرة أو صندوق زجاجي